# Симеон Златов
Да не се бърка със Симеон Златев, също кмет на Русе (1880 – 1881, 1884).
Симеон Златов е български политик, кмет на Русе (1902).
Той не е от изявените русенски политически дейци от онова време. Оглавява общинското управление около 2 месеца като председател на тричленната комисия. Членове са Георги Мартинов и Константин Кръстев. Симеон Златов е кмет, докато прогресивните либерали в Русе направят своя окончателен избор за бъдещ кмет на града. За кмет е избран членът на комисията Георги Мартинов.